# Dreieck Hockenheim
Dreieck Hockenheim is een knooppunt in de Duitse deelstaat Baden-Württemberg.
Op dit half-sterknooppunt ten noordoosten van de stad Hockenheim sluit de A61 vanuit Venlo aan op de A6 Saarbrücken-Waidhaus.

## Geografie
Het knooppunt ligt in de stad Hockenheim. Nabijgelegen steden en dorpen zijn Ketsch, Reilingen, Sandhausen en Schwetzingen. 10 km ten westen van het knooppunt lig de stad Speyer en ongeveer 15 km ten noorden van het knooppunt ligt de stad Mannheim.
Direct ten zuiden van het knooppunt ligt de Hockenheimring.

## Geschiedenis
De exacte openingsdatum van de A6 ter plekke is niet bekend, bekend is dat de weg midden jaren '60 is opengesteld tussen Hockenheim/Schwetzingen en het Kreuz Walldorf. De A61 is in 1972 opengesteld over 4 kilometer tussen Hockenheim en het Dreieck Hockenheim, waarmee het knooppunt een feit was. Het Dreieck Hockenheim is sindsdien niet meer significant aangepast.

## Rijstrookconfiguratie
Nabij het knooppunt hebben zowel de A6 van en naar het noorden als de A61 2x2 rijstroken. De verbindingswegen van en naar het noorden hebben één rijstrook. Vanwege het grotere verkeersaanbod heeft de A6 in zuidelijke richting 2x3 rijstroken en hebben de verbindingswegen van en naar het zuiden twee rijstroken.

## Knooppunt vorm
Het knooppunt is een half-sterknooppunt.

## Verkeersintensiteiten
Dagelijks passeren ongeveer 105.000 voertuigen het knooppunt.
Handmatige verkeerstelling van 2010
| Van                              | Naar              | Gemiddeld aantal voertuigen per dag | Percentage vrachtverkeer |
| -------------------------------- | ----------------- | ----------------------------------- | ------------------------ |
| AS Schwetzingen/Hockenheim (A 6) | AD Hockenheim     | 50.300                              | 13,1 %                   |
| AD Hockenheim                    | AK Walldorf (A 6) | 85.800                              | 17,6 %                   |
| AS Hockenheim (A 61)             | AD Hockenheim     | 51.500                              | 15,3 %                   |

## Richtingen knooppunt
| Aansluitende wegen                                   | Aansluitende wegen | Aansluitende wegen            | Aansluitende wegen | Aansluitende wegen                               |
| ---------------------------------------------------- | ------------------ | ----------------------------- | ------------------ | ------------------------------------------------ |
|                                                      |                    | richting Mannheim / Frankfurt |                    |                                                  |
|                                                      |                    |                               |                    |                                                  |
| richting Speyer / Ludwigshafen Saarbrücken / Koblenz |                    |                               |                    |                                                  |
|                                                      |                    |                               |                    |                                                  |
|                                                      |                    |                               |                    | richting Karlsruhe / Heilbronn Bazel / Stuttgart |